# L'ombra del peccato
L'ombra del peccato (Last Rites) è un film statunitense del 1988 diretto da Donald P. Bellisario.